# Zdarzenia losowe rozłączne
Zdarzenia losowe rozłączne (albo wykluczające się) to para zdarzeń losowych {\displaystyle A,B,} których część wspólna jest zdarzeniem niemożliwym:
{\displaystyle A\cap B=\emptyset .}

## Przykład
Jeżeli przestrzenią zdarzeń elementarnych jest zbiór wszystkich wyników rzutu kostką {\displaystyle \Omega =\{1,2,3,4,5,6\}} to zdarzenia:
A – wypadła parzysta liczba oczek,
B – wypadła nieparzysta liczba oczek
są rozłączne.

## Uogólnienie
W przypadku większej liczby zdarzeń mówimy o zdarzeniach „parami rozłącznych” lub „parami wykluczających się”.
Niech {\displaystyle (A_{i})} będzie rodziną zdarzeń w pewnej przestrzeni {\displaystyle \Omega .} Zdarzenia tej rodziny są parami rozłączne jeżeli dowolne dwa różne zdarzenia {\displaystyle A_{i}} i {\displaystyle A_{j}} są rozłączne:
{\displaystyle i\neq j\Rightarrow A_{i}\cap A_{j}=\emptyset .}
Jeśli rodzina {\displaystyle (A_{i})} spełnia dodatkowo warunek:
{\displaystyle \bigcup A_{i}=\Omega }
nazywa się ją podziałem przestrzeni zdarzeń elementarnych. Przykładowym podziałem przestrzeni zdarzeń elementarnych jest rodzina {\displaystyle \{A,A'\}} dla dowolnego zdarzenia losowego {\displaystyle A.}

## Własności
Niech {\displaystyle (\Omega ,{\mathcal {F}},P)} będzie przestrzenią probabilistyczną.
Dla dwóch zdarzeń rozłącznych zachodzi wzór:
{\displaystyle P(A\cup B)=P(A)+P(B).}
Jeżeli rodzina zdarzeń {\displaystyle (A_{i})} jest przeliczalna oraz zdarzenia z tej rodziny są parami rozłączne, to prawdziwy jest wzór:
{\displaystyle P\left(\bigcup A_{i}\right)=\sum P(A_{i}).}